# پارک ملی تاریخی ایندیپندنس (فیلادلفیا)
پارک ملی تاریخی ایندیپندنس (فیلادلفیا) (به انگلیسی: Independence National Historical Park) یک منطقهٔ مسکونی در ایالات متحده آمریکا است که در فیلادلفیا واقع شده‌است.